# Carige extremaria
Carige extremaria là một loài bướm đêm trong họ Geometridae.